# Hay Cove
Hay Cove is een plaats en local service district in de Canadese provincie Newfoundland en Labrador. Het ligt in het uiterste noorden van het eiland Newfoundland.

## Geschiedenis
In 1992 kreeg Hay Cove voor het eerst beperkt lokaal bestuur doordat de plaats een local service district werd.

## Geografie
Het gehucht Hay Cove bevindt zich in het uiterste noorden van het Great Northern Peninsula van Newfoundland, langs provinciale route 436. De plaats telt een twintigtal woningen en is gelegen aan de gelijknamige inham van de Straat van Belle Isle.
De plaats ligt een kilometer ten oosten van de als werelderfgoed erkende archeologische site L'Anse aux Meadows. Hay Cove ligt voorts een kilometer ten zuidoosten van het gehucht L'Anse aux Meadows en anderhalve kilometer ten noordwesten van Straitsview.

## Demografie
Hay Cove kent, net zoals de meeste afgelegen Newfoundlandse plaatsen, een dalende demografische trend. Tussen 1991 en 1996 daalde de bevolkingsomvang van 72 naar 61. In 2016 woonden er maar 22 inwoners meer en in 2021 was het inwoneraantal verder gedaald tot 18.
In de 21e eeuw verzamelt Statistics Canada geen gedetailleerde data meer voor de plaats aangezien deze door hen ondergebracht is in de designated place L'Anse aux Meadows to Quirpon.

## Galerij

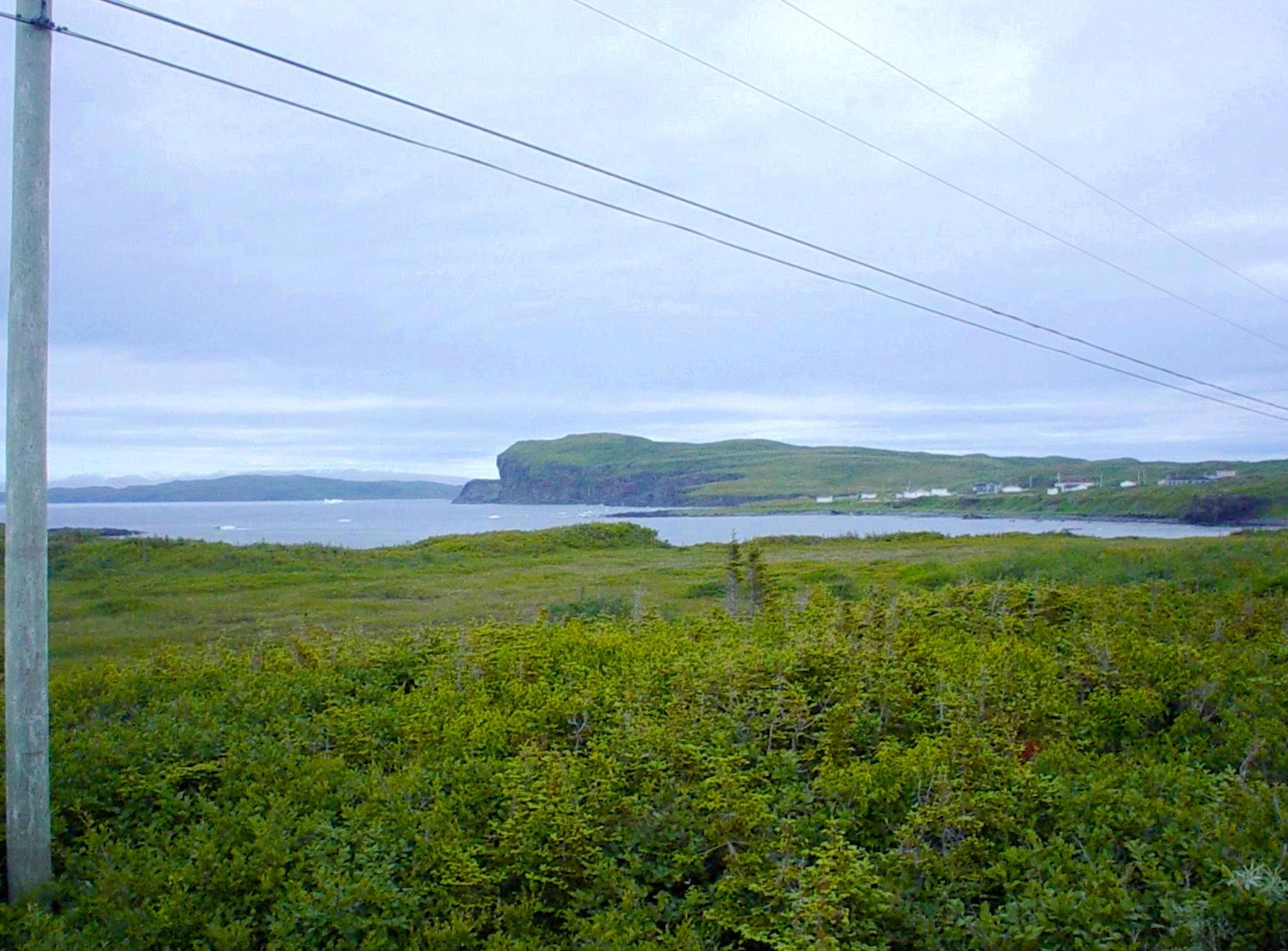
Het dorp gezien vanuit het westen met in zee enkele kleine ijsbergen
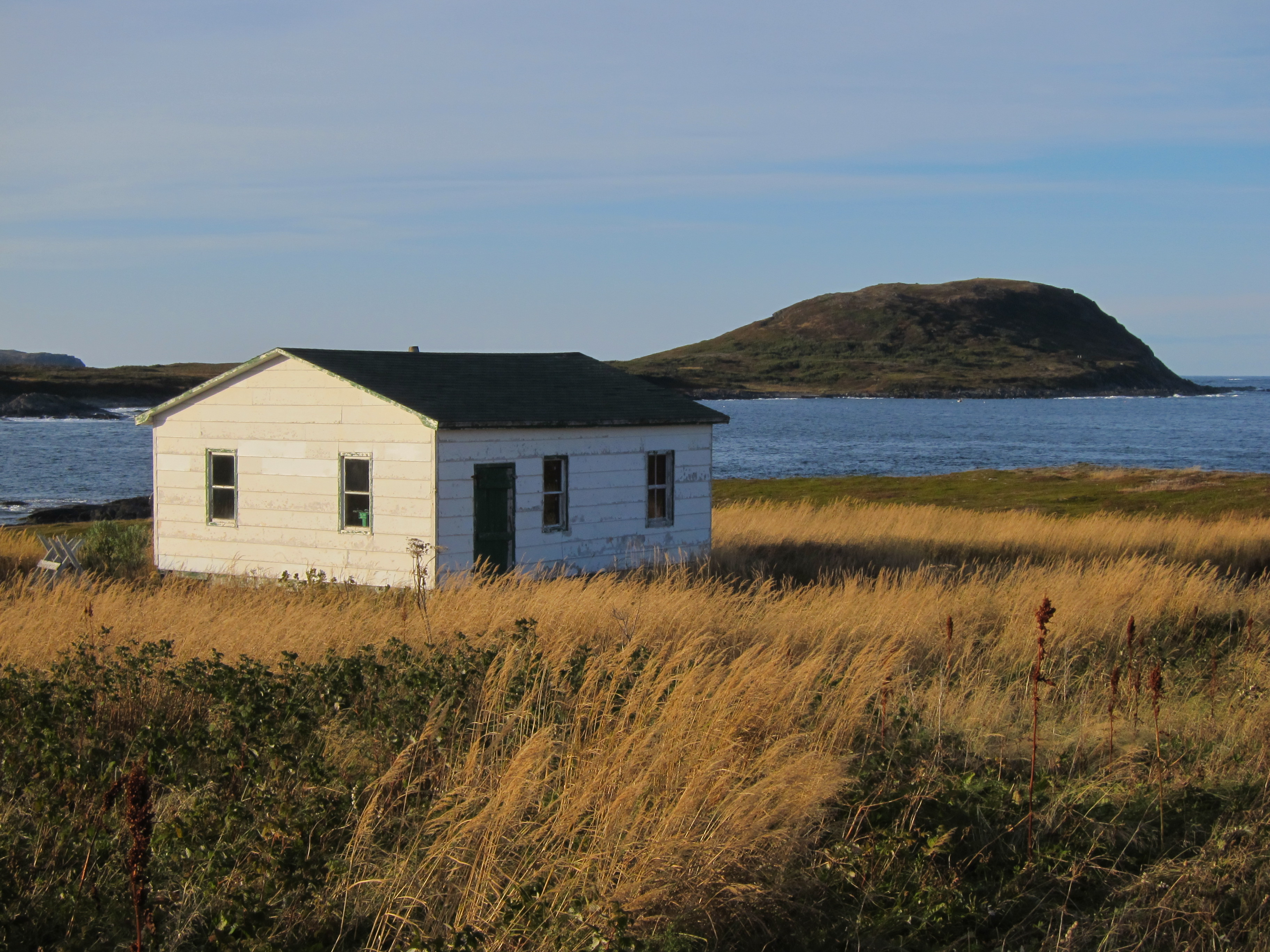
Een typisch houten gebouw in Hay Cove
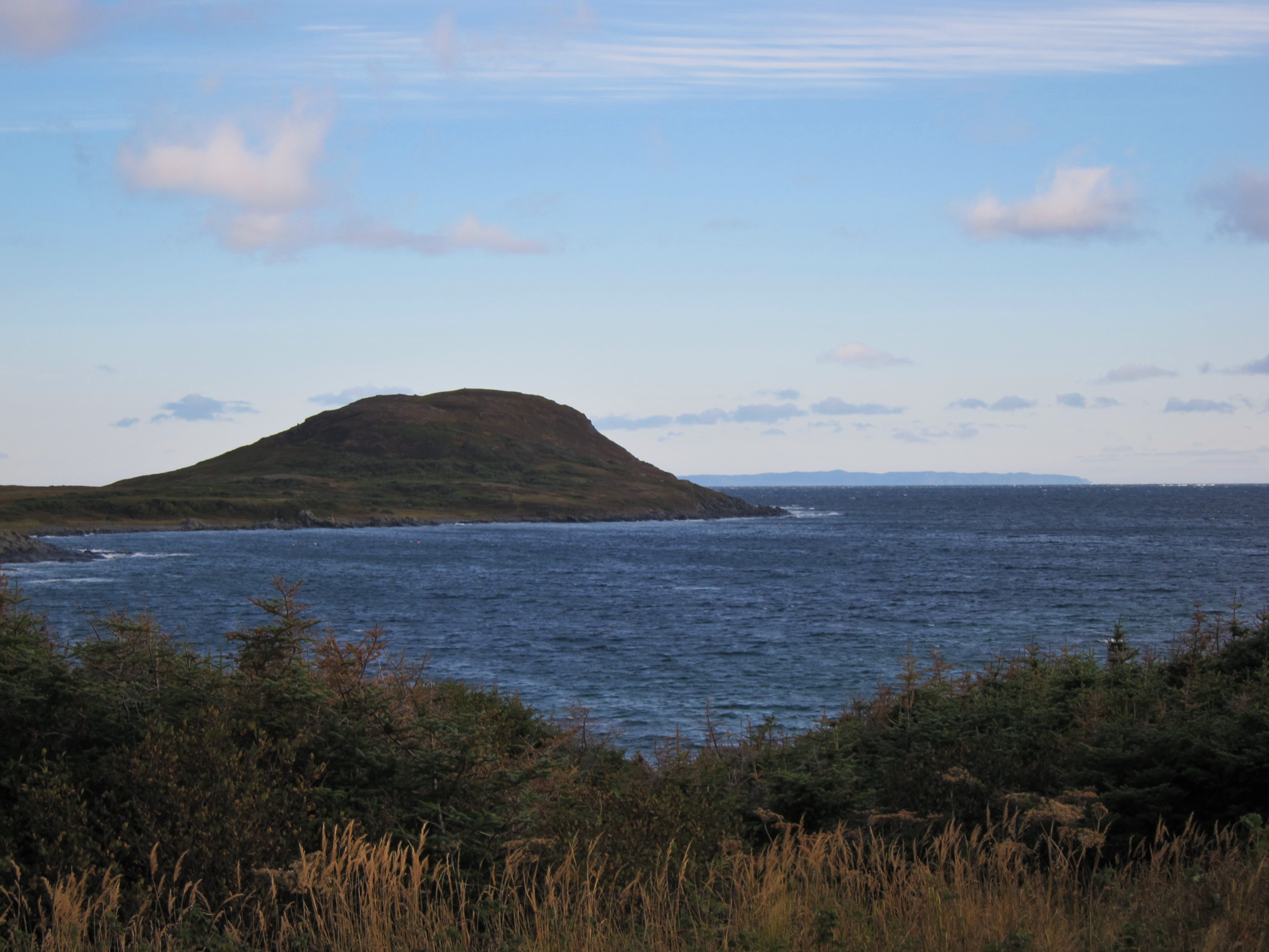
Cape Ardoise, de noordwestelijke kaap van de inham